# مبارک مصطفی
مبارک مصطفی (عربی: مبارك مصطفى؛ زادهٔ ۳۰ مارس ۱۹۷۳) یک بازیکن فوتبال اهل قطر است. و او یک رگ ایرانی نیز دارد، نام پدر او مصطفی فضلی و اهل شهرستان خنج در استان فارس است. مبارک مصطفی با زدن ۴۱ گل برای تیم ملی فوتبال قطر بهترین گلزن تیم ملی قطر نیز به شمار می رود.

## باشگاهی
از باشگاه‌هایی که در آن بازی کرده‌است می‌توان به الغرافه، العربی قطر، الخور اشاره کرد.

## تیم ملی
وی همچنین در تیم ملی فوتبال قطر بازی کرده و ۴۱ گل زده است و آقای گل تیم ملی قطر است است.